# Willy Schneider (chanteur)
Willy Schneider (né le 5 septembre 1905 à Cologne-Ehrenfeld, mort le 12 janvier 1989 dans la même ville) est un chanteur allemand.

## Biographie
Willy Schneider est un fils de Joseph et Bertha Schneider. Son frère aîné Josef devient un chanteur d'opéra à Breslau ; son neveu Dietmar sera photographe et responsable culturel à Cologne.
Willy Schneider entame un apprentissage en 1921 dans la boucherie de ses parents. À la mort du père en 1927, le fils reprend la boucherie. À partir de 1928, il fréquente l'école pratique de boucherie de Cologne, où il passe avec distinction l'examen de diplôme pour la production de viande fine et de saucisses le 28 février 1929.
Il fait ses premières expériences en tant que chanteur dans une chorale d'église. Le 24 janvier 1930, il est accepté comme bassiste parmi 354 candidats dans le chœur de chambre de la Reichssenders Köln, dont il est membre jusqu'en 1937. Il a une formation vocale de baryton auprès des chanteurs de Cologne Hermann Fleischmann et Clemens Glettenberg. Il est un invité régulier de l'émission de radio Der frohe Samstagnachmittag de Cologne, diffusée presque en continu de fin 1934 à fin 1939. Il se fait connaître ainsi en 1935 avec Schwalbenlied (Mutterl unter’m Dach ist ein Nesterl gebaut) qui se vend à 300 000 exemplaires. Il se présente également comme interprète de Soldatenlieder avec Soldatenständchen, Tapfere kleine Soldatenfrau et Wovon kann der Landser denn schon träumen.
Pendant la Seconde Guerre mondiale et avec un succès croissant dans la période d'après-guerre, Schneider chante des chansons folkloriques et du schlager. Dans le domaine de l'opérette, de nombreux enregistrements sont réalisés avec le chef d'orchestre Franz Marszalek. Il incarne également des chansons du carnaval. En 1947, à l'occasion du 700e anniversaire de la cathédrale, il reprend le titre Am Dom zo Kölle, zo Kölle am Rhing, composé par August Schnorrenberg. Le 18 novembre 1947, Schneider épouse Hanny Osslender (1915–1996), femme originaire de Cologne. Fin 1947, il peut reprendre avec succès sa carrière à la NWDR à Cologne. Sa grande popularité est basée sur de nombreuses apparitions à la télévision, comme l'émission Zum Blauen Bock. En 1960, il fut le premier chanteur en Allemagne à recevoir un disque d'or pour 6 millions de Lieder vom Rhein vendus. À 82 ans, il enregistre son dernier titre, Geschenkte Jahre (1988), un hommage à sa femme. Il a enregistré un total d'environ 800 disques, dont environ 18 millions d'exemplaires sont vendus dans le monde.
Willy Schneider fait également des apparitions au cinéma et dans quelques téléfilms.
À Cologne-Junkersdorf, une rue tracée après sa mort s'appelle Willy-Schneider-Weg ; le navire à passagers Willy Schneider porte son nom depuis 1987.

## Distinctions
- Médaille Willi Ostermann
- 1973 : Croix d'officier de l'Ordre du Mérite de la République fédérale d'Allemagne[3]
- 1975 : Deutscher Weinkulturpreis
- 1983 : Médaille Hermann-Löns

## Filmographie
- 1947 : Entre hier et demain (de)
- 1952 : Wenn abends die Heide träumt (de)
- 1954 : Das ideale Brautpaar
- 1970 : Karneval am Rhein (TV)
- 1970 : Warum ist es am Rhein so schön? (TV)
- 1979 : Tatort: Mitternacht, oder kurz danach (de) (TV)

## Source de la traduction
- (de) Cet article est partiellement ou en totalité issu de l’article de Wikipédia en allemand intitulé « Willy Schneider (Sänger) » (voir la liste des auteurs).

1. 1 2 3  (de) Björn Thomann, « Willy Schneider », sur Association régionale de Rhénanie (de)
2. ↑  (de) Irene Oppel, Andrea Friese et Henrike Graef, Haste Töne? : Mit Musik das Gedächtnis aktivieren, Vincentz Network GmbH & Co. KG, 2018, 132 p. (ISBN 978-3-86630-613-4 et 3-86630-613-X, lire en ligne), p. 66
3. ↑  (de) « Bekanntgabe von Verleihungen des Verdienstordens der Bundesrepublik Deutschland », Bundesanzeiger, vol. 25, no 111,‎ 16 juin 1973